# زاپیشکیس
زاپیشکیس (به لاتین: Zapyškis) یک منطقهٔ مسکونی در لیتوانی است که در شهرستان کاوناس واقع شده‌است.

## خصوصیات
زاپیشکیس ۲۵۴ نفر جمعیت دارد.